# Underwood Glacier
Underwood Glacier är en glaciär i Antarktis. Den ligger i Östantarktis. Australien gör anspråk på området. Underwood Glacier ligger 3 meter över havet.
Terrängen runt Underwood Glacier är mycket platt. Havet är nära Underwood Glacier åt nordost. Trakten är obefolkad. Det finns inga samhällen i närheten.